# Adysângela Moniz
Adysângela Moniz (sinh ngày 9 tháng 5 năm 1987 tại Ilha de Santiago, Cabo Verde) là một judoka người Cabo Verde. Cô từng tham gia Thế vận hội Mùa hè 2012 trong sự kiện nữ + 78kg. Cô cũng là người mang cờ cho Cabo Verde tại lễ khai mạc.